# Chikako, principessa Kazu
Kazu, (和宮 親子内親王?, Kazu-no-miya Chikako naishinnō) (Kazunomiya), conosciuta anche come Principessa Chikako (Kyoto, 1º agosto 1846 – Tokyo, 2 settembre 1877), è stata una principessa giapponese moglie del 14º shōgun Tokugawa Iemochi; è stata anche una calligrafa e una poetessa waka.
Prese il nome di Seikan'in-no-miya dopo aver preso la tonsura come vedova. È una lontana prozia dell'imperatore Akihito.

## Biografia
Kazu-no-Miya era l'ottava e più giovane figlia dell'Imperatore Ninkō e della sua concubina, Hashimoto Tsuneko - ribattezzata Kangyō'in (観 行 院) dopo aver preso la tonsura. Era la sorellastra più giovane dell'Imperatore Kōmei. Pochi mesi prima della sua nascita, suo padre, l'imperatore Ninkō, morì inaspettatamente. Nata il 1º agosto 1846, la sua data di nascita ufficiale fu cambiata al 10 maggio perché la data di nascita effettiva era di cattivo auspicio e costituiva un doppio cattivo presagio assieme alla morte di suo padre avvenuta pochi mesi prima.
Era conosciuta come un'eccellente calligrafa ed era anche molto considerata come poetessa waka.

### Matrimonio
Nel 1851, Kazu-no-Miya si fidanzò con il principe Arisugawa Taruhito ma l'impegno fu successivamente interrotto quando la corte imperiale ebbe bisogno di una nuova candidata per un matrimonio politico con lo Shogunato Tokugawa. Tale matrimonio era stato organizzato dai rōjū Andō Nobumasa e Kuze Hirochika per favorire la riconciliazione tra la corte imperiale e lo Shogunato, ma la prima fidanzata era morta nel 1861. Successivamente, lo Shogunato presentò una richiesta alla corte per un matrimonio reale tra la Principessa Kazu e lo shōgun Tokugawa Iemochi.
Inizialmente la principessa Kazu non volle accettare la proposta, e suo fratello l'imperatore Kōmei, che era molto legato a lei, declinò la richiesta dello Shogunato affermando che Kazu era già fidanzata e non voleva lasciare Kyoto, e che, come qualsiasi donna in Giappone, sua sorella non poteva essere costretta a sposare qualcuno che ella non desiderasse, neppure per ordine imperiale. Tuttavia, la proposta era vista con entusiasmo da un certo numero di persone, tra cui la madre e lo zio della principessa, nonché da alcuni importanti kuge della corte imperiale, che persuasero sia l'imperatore che la principessa ad acconsentire alla richiesta. Alla fine l'imperatore Kōmei fu convinto ad accettare la proposta se, in cambio, lo Shogunato avesse ripudiato il Trattato di amicizia e commercio con gli Stati Uniti d'America e fosse tornato alla precedente politica isolazionista.
Fu quindi deciso che se la principessa Kazu avesse continuato a rifiutare il matrimonio, l'imperatore Kōmei avrebbe abdicato, al suo posto sarebbe stato scelto un altro membro della famiglia imperiale e la principessa Kazu avrebbe dovuto diventare monaca. Sotto la pressione della sua famiglia, riluttante a essere responsabile dell'abdicazione dell'imperatore Kōmei e minacciata con il monastero, la Principessa Kazu alla fine accettò, ma fornì diverse condizioni tra cui la richiesta che il suo stile di vita a Edo sarebbe rimasto lo stesso di Kyoto e che avrebbe potuto ritornare a Kyoto negli anniversari della morte di suo padre. L'imperatore Kōmei avrebbe anche aggiunto le condizioni che lo Shogunato dovesse mantenere le sue promesse in materia di affari esteri, elaborando una strategia per migliorare il sostentamento degli artigiani, incapaci di competere con le importazioni straniere a basso costo, e che le richieste della principessa Kazu dovessero essere soddisfatte. L'imperatore Kōmei avrebbe poi proclamato sua sorella naishinnō (principessa imperiale, erede al trono), cosa che avvenne nel maggio 1861. Da quel momento Kazu ebbe il nome di Chikako.
Nel novembre 1862, Chikako, sua madre Kangyō-in e la sua assistente principale Niwata Tsuguko partirono per il Castello di Edo con un certo numero di assistenti. Le strade che la principessa doveva percorrere furono riparate in fretta. Per timore di attacchi da parte degli oppositori delle politiche dello Shogunato di Tokugawa, le forze di sicurezza di dozzine di han furono mobilitate per proteggere il corteo e agli uomini maggiori di quindici anni fu proibito incrociare il percorso del corteo stesso. Inoltre, le voci secondo cui il sostegno della corte per l'inedito matrimonio della principessa Kazu fosse il risultato della corruzione di Tokugawa e del piano per tenere in ostaggio una principessa imperiale, portarono l'imperatore Kōmei a inviare Iwakura Tomomi per salvaguardare gli interessi della corte. Iwakura avrebbe costretto lo shōgun a sottoscrivere un voto di lealtà prima di tornare a Kyoto.
Il matrimonio si tenne l'11 febbraio 1862. La cerimonia differì da quella di tutti i precedenti shōgun Tokugawa: essendo stata nominata naishinnō da suo fratello prima di lasciare Kyoto, Chikako ora era superiore al marito e alla suocera Tenshō-in. Inoltre la principessa Kazu mantenne le usanze del palazzo imperiale, il che causò notevoli attriti con Tenshō-in. La cerimonia durò circa dieci ore, durante le quali la principessa si cambiò d'abito più volte. Tuttavia, a quanto pare, Chikako ebbe un rapporto così buono con suo marito che di solito sono riconosciuti come la coppia più affiatata tra tutti gli shōgun Tokugawa; Iemochi ebbe una sola concubina, con il permesso della principessa. Alla fine Tenshō-in finì per riconciliarsi con la principessa e il bakufu si sottomise al suo ordine di rivolgersi a lei come "Kazu-no-Miya-sama", in contrapposizione alla tradizionale "Midai-sama".

### Monaca buddista
Una serie di tragedie colpì la principessa Chikako tra il 1865 e il 1867. Sua madre, che l'aveva seguita a Edo per farle compagnia, morì il 10 agosto 1865 e l'anno successivo suo marito Shōgun Iemochi morì a Osaka mentre comandava la spedizione Chōshū il 20 luglio 1866. La morte di Shogun Iemochi pose fine al loro brevissimo matrimonio e la coppia non ebbe figli. La principessa si fece monaca buddista, ricevendo il titolo di Seikan'in-no-miya il 9 dicembre 1866, ma solo poche settimane dopo morì anche suo fratello l'imperatore Komei.
Quando la volontà di Iemochi che gli succedesse Tokugawa Iesato arrivò a Edo, il rōjū si consultò con la principessa e Tenshō-in, esprimendo opposizione ad avere qualcuno così giovane come shōgun in tempi così turbolenti; Seikan'in e Tenshō-in appoggiarono Tokugawa Yoshinobu, che sarebbe divento l'ultimo Shogun Tokugawa. Tuttavia, la loro relazione si inasprì quando l'opinione pubblica si rivolse contro Yoshinobu. 
Durante la Restaurazione Meiji, Seikan'in e Tenshō-in contribuirono a negoziare la pacifica resa del Castello di Edo, trattenendo gli estremisti di entrambe le parti. Furono quindi fondamentali per mantenere il lignaggio della famiglia Tokugawa. Dopo la resa shogunale, Seikan'in tornò brevemente a Kyoto, ma dopo che l'imperatore Meiji trasferì la capitale a Tokyo (l'antica Edo), lui e suo zio la persuasero ad unirsi a loro.
Seikan'in arrivò a Tokyo nel 1874 e si stabilì nella casa di Katsu Kaishū, nel palazzo di Azabu ichibei-cho. Rimase lì fino alla sua morte avvenuta nel 1877, a causa della beriberi, alla giovane età di 31 anni.

## La tomba
La sua tomba si trova nel tempio buddista di Zōjō-ji, a Minato, Tokyo vicino a quella del marito. Dopo la seconda guerra mondiale, la sua tomba fu ispezionata per la risepoltura. Sul suo corpo è stata trovata una lastra fotografica raffigurante un uomo in hitatare tradizionale e un tachi-eboshi. L'immagine sulla lastra tuttavia è scomparsa il giorno seguente, forse a causa di una manipolazione impropria. Di conseguenza, l'identità dell'uomo è sconosciuta. Si ritiene che fosse suo marito, Tokugawa Iemochi, ma è stato anche suggerito che avrebbe potuto essere il suo ex fidanzato, il principe Arisugawa Taruhito.

## Famiglia
- Padre: Imperatore Ninkō
- Madre: Hashimoto Tsuneko (1825–1865)
- Marito: Tokugawa Iemochi
- Figlio adottivo: Tokugawa Iesato